# Bioccastrongylus bioccai
Bioccastrongylus bioccai (benannt nach dem italienischen Parasitologen Ettore Biocca) ist ein beim Großen Igeltenrek auf Madagaskar vorkommender Parasit. Er ist der einzige Vertreter der Gattung Bioccastrongylus.

## Merkmale der Gattung
Die Mundkapsel ist trichterförmig und nimmt etwa die Hälfte des Kopfes ein. Die Mundöffnung weist nur zwei kleine, seitlich-bauchseitig angeordnete Schneideplatten auf. Der Ösophagus ist doppelt so lang wie dick (in der Schwestergattung Uncinaria viermal so lang). Die mechanosensorischen Papillen am Hals (Deiriden) sind auf Höhe der Mundkapsel angeordnet und damit weiter vorn als bei Uncinaria. Die Vulva liegt etwa in der Körpermitte.

## Systematik
Die Gattung wird von Hodda (2022) in die Tribus Ancylostomatini und zusammen mit Uncinaria in die Untertribus Uncinariinii eingeordnet.